# Hönstavlan
«Hönstavlan» — картина шведского художника Юхана Паша, на которой изображены шведские придворные дамы с телами домашних птиц (куриц). На английском языке название картины — «Hen Picture», на русском чаще используется «Живописные куры», а также «Фрейлины в ожидании королевы Ульрики».

## История
Картина была написана Юханом Пашем по заказу графа Карла Тессина в 1747 году вместе с художником Юханом Шеффелем, который написал лица придворных дам по пастельным портретам, созданным Густафом Лундбергом.
На ней изображены шесть куриц (придворных дам, которые в момент написания картины не были замужем) с петухом на заднем плане, под которым подразумевается сам Карл Тессин. По своему характеру картина была сугубо частной и предназначалась для узкого круга лиц. Она стала рождественским подарком Тессина самому себе в 1747 году.
В настоящее время картина находится в замке Грипсхольм и принадлежит коллекции шведского Национального музея.
Шесть представленных на картине дам (слева направо):
- Верхний ряд:
  - Эрнестина фон Грисхайм (1707—1767); была замужем за церемониймейстером Густафом Эриком Палмфельтом (Gustaf Erik Palmfelt, 1711—1758).
  - Хенрика Юлиана фон Левен (1709—1779)[6]; была замужем за управляющим замком Дроттнингхольм — Карлом Хорлеманом.
- Нижний ряд:
  - Шарлотта Спарре (1719—1795); была замужем за военным, главным королевским ловчим överhovjägmästare[англ.] графом Карлом Рейнхолдом фон Ферзен.
  - Ульрика Стрёмфельт (1724—1780); была замужем за стокгольмским губернатором бароном Карлом Спарре.
  - Агнета Маргарета Стрёмфельт (Agneta Margareta Strömfelt, 1725—1761), сестра Ульрики Стрёмфельт; была замужем за генерал-майором и губернатором Карлом Адлерфельтом.
  - Катарина Шарлотта Таубе (1723—1763); была замужем за графом Понтусом Фредриком Делагарди.